# Neudorf-Bornstein
Neudorf-Bornstein là một đô thị thuộc quận Rendsburg-Eckernförde, bang Schleswig-Holstein.